# Ан-Насир Ахмад ибн Яхья
Абу-ль-Хасан Ахмад бин Яхья ан-Насир Лидиниллах ар-Расси (араб. الناصر أحمد بن يحي‎; ум. 5 июня 934, по другим данным в 927 или 937 году) — третий имам зейдитского государства в Йемене. Благодаря его активному руководству он утвердил и расширил государство основанное его двумя предшественниками.

## Ранние годы и преемственность
Родился в Медине (совр.Саудовская Аравия), Сеид из династии ар Расс. Его отцом был будущий имам аль-Хади иля-ль-Хакк Яхъя и его племянница Фатима. В 897 году Ахмед бин Яхъя последовал за своим отцом и братом Мухаммедом в Йемен, где его отец аль-Хади иля-ль-Хакк Яхъя был признан первым зайдитским имамом шиитского ислама в Йемене. По 907 год Ахмед бин Яхъя помогал своему отцу в качестве военного командира. После пребывания в Медине он вернулся в зайдитскую столицу Йемена, в Саада, где он был избран преемником своего брата аль-Муртада Мухаммеда в сентябре 913 года. Имам аль-Муртада Мухаммед отрекся от имамского престола в 912 году при несколько невыясненных обстоятельствах и, похоже поддержал назначение Ахмеда. Новый имам принял почетный титул ан-Насир Ахмед. Он считался эффективным правителем. Один из его сторонников составил текст панегирика, в котором описал имама ан-Насир Ахмеда как, укрепившего уже ослабнувших Ислам.

## Борьба со сторонникамиФатимидов
Долгое правление имама ан-Насир Ахмада было наполнено борьбой против сторонников Фатимидов, которые ещё были сильны в некоторых частях Йемена. Имам собрал войско соплеменников из Хамдана, Наджрана и Хаулана (Khawlan) (Хамдан и Хаулан — сегодня это района (модирии) мухафазы Санаа) для борьбы с даватом Фатимидов. В январе 920 года он встретился с лидером исмаилитов по имени Абд аль-Хамид из гор Mусавар (араб. مسور‎; англ. Jabal Maswar) в трехдневной битве у Нагфаш (англ. Nughash), к северо-западу от Санаа. Абд аль-Хамид потерпел сокрушительное поражение, которое разрушило влияние исмаилитов в Йемене безвозвратно.
После довольно успешного правления, ан-Насир Ахмад умер в 934 году (по другим данным в 927 или 937).
Он оставил шесть сыновей:
- аль-Мухтар аль-Касим
- Исмаил
- аль-Мантахэб аль-Хасан
- Джафар
- аль-Мансур Яхъя
- Али.

Трое из них претендовали на имамат после ан-Насир Ахмеда и заидское правление вступило в довольно неясным период.